# 吉加利茨山
47°03′29″N 11°53′27″E / 47.05806°N 11.89083°E

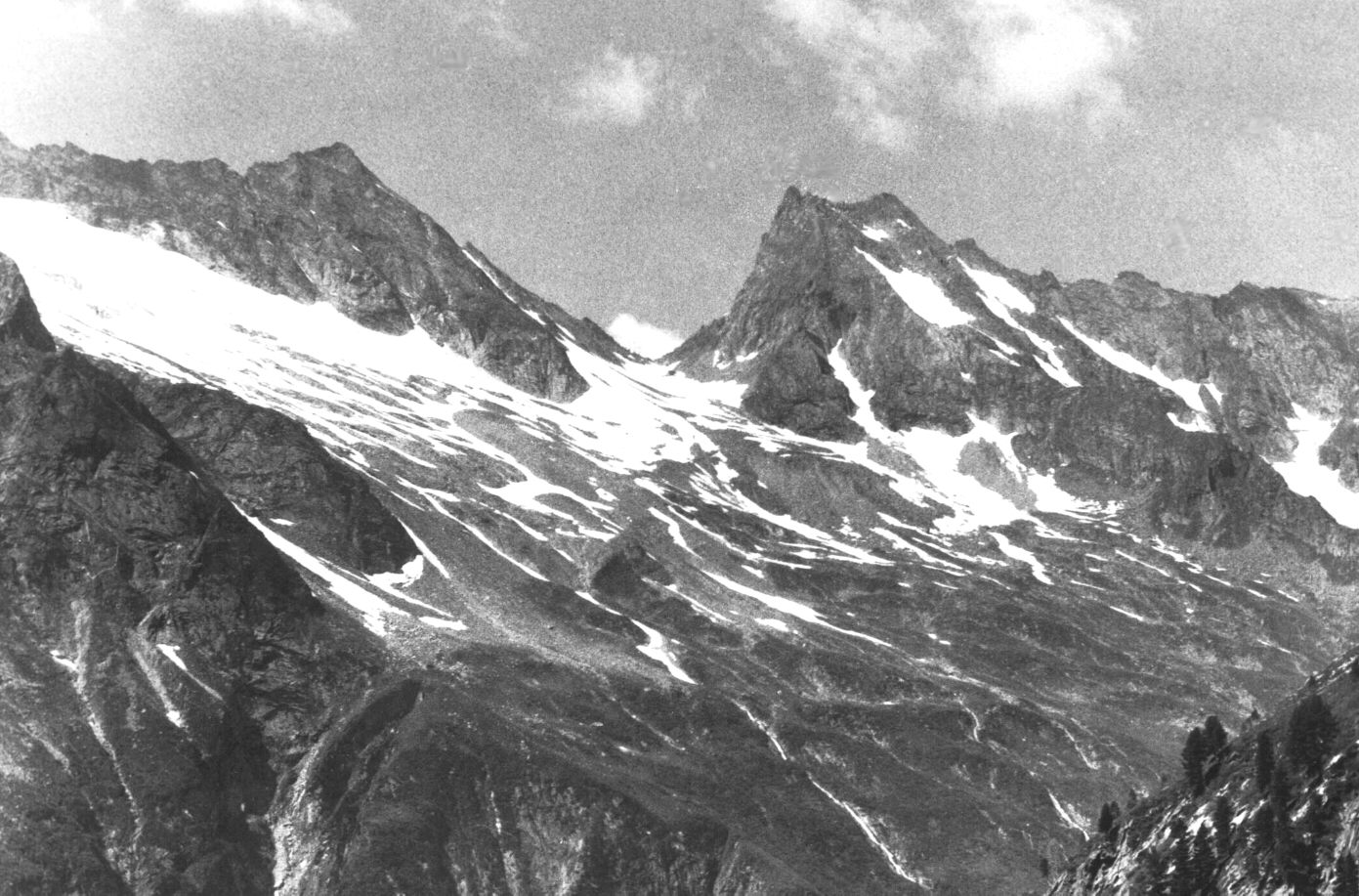

吉加利茨山（德語：Gigalitz），是奧地利的山峰，位於該國西部，由蒂羅爾州負責管轄，屬於齊勒塔爾阿爾卑斯山脈的一部分，海拔高度3,001米，人類在1884年首次登頂。